# شوارتسنبورن
شوارتسنبورن (به آلمانی: Schwarzenborn) یک شهر در آلمان است که در برنکاستل-ویتلیش واقع شده‌است. شوارتسنبورن ۵۲ نفر جمعیت دارد.